# Tour de qualification de la Ligue des champions de hockey sur glace 2016-2017
Le Tour de qualification de la Ligue des champions de hockey sur glace 2016-2017 est la première partie de cette compétition européenne de hockey sur glace, disputée sous forme de mini-championnat par 48 équipes entre le 16 août et le 11 septembre 2016. À l'issue de cette phase de poules, les deux premières équipes de chaque poule sont qualifiées et intègrent la série éliminatoire (seizièmes de finale).

## Groupe A
| Clt   | Équipe              | PJ | V | VP | D | DP | BP | BC | Diff | Pts |
| ----- | ------------------- | -- | - | -- | - | -- | -- | -- | ---- | --- |
| +001, | Frölunda HC         | 4  | 2 | 0  | 1 | 1  | 11 | 9  | +2   | 7   |
| +002, | Grizzlys Wolfsburg  | 4  | 2 | 0  | 2 | 0  | 11 | 10 | +1   | 6   |
| +003, | HC Dynamo Pardubice | 4  | 1 | 1  | 2 | 0  | 11 | 14 | -3   | 5   |

- Qualifié pour les séries éliminatoires

| 19 août 2016 | Grizzlys Wolfsbourg | 1-2 (0-0, 1-0, 0-2) | Frölunda HC | Volksbank BraWo Eis Arena 2 511 spectateurs |

| Feuille de match | Feuille de match                        | Feuille de match | Feuille de match                                                                          | Feuille de match |
| ---------------- | --------------------------------------- | ---------------- | ----------------------------------------------------------------------------------------- | ---------------- |
|                  | Fauser (Sharrow, Aubin) — 22 min 17 s - | 1-0 1-1 1-2      | - Wellman (Hjalmarsson, Larsson) — 47 min 20 s Olofsson (Donovan, Nørstebø) — 49 min 33 s |                  |
| Sebastian Vogl   | Gardiens                                | Johan Gustafsson |                                                                                           |                  |
| 8 min            | Pénalités                               | 4 min            |                                                                                           |                  |
| 17               | Tirs                                    | 31               |                                                                                           |                  |

| 21 août 2016 | HC Dynamo Pardubice | 3-2 (TB) (1-1, 1-1, 0-0, 0-0, 1-0) | Frölunda HC | ČEZ Arena 3 538 spectateurs |

| Feuille de match | Feuille de match                                                                               | Feuille de match    | Feuille de match                                                                | Feuille de match |
| ---------------- | ---------------------------------------------------------------------------------------------- | ------------------- | ------------------------------------------------------------------------------- | ---------------- |
|                  | Halík (Hubáček, Sýkora) — 6 min 40 s - Klimenta (Bárta, Tomášek) — 29 min 24 s - Tomášek (TFG) | 1-0 1-1 2-1 2-2 3-2 | - Hjalmarsson (Lasu, Nyberg) — 18 min 58 s - Rosseli Olsen — 30 min 16 s (IN) - |                  |
| Brandon Maxwell  | Gardiens                                                                                       | Dan Bakala          |                                                                                 |                  |
| 10 min           | Pénalités                                                                                      | 16 min              |                                                                                 |                  |
| 17               | Tirs                                                                                           | 32                  |                                                                                 |                  |

| 27 août 2016 | Frölunda HC | 5-2 (3-0, 0-2, 2-0) | HC Dynamo Pardubice | Frölundaborg 2 224 spectateurs |

| Feuille de match | Feuille de match | Feuille de match            | Feuille de match                                                                | Feuille de match |
| ---------------- | --- | --------------------------- | ------------------------------------------------------------------------------- | ---------------- |
|                  | Lundqvist (Sundström, Wellman) — 5 min 17 s (SN) Lehkonen (Figren, Carlsson) — 5 min 34 s Grundström (Donovan, Figren) — 12 min 19 s - Wellman (Rosseli Olsen, Nyberg) — 40 min 49 s Vesalainen (Grundström, Larsson) — 59 min 59 s (CV) | 1-0 2-0 3-0 3-1 3-2 4-2 5-2 | - Klimenta (M. Kaut) — 33 min 2 s Sýkora (Schaus, Rolinek) — 35 min 43 s (SN) - |                  |
| Johan Gustafsson | Gardiens | Martin Růžička              |                                                                                 |                  |
| 43 min           | Pénalités | 24 min                      |                                                                                 |                  |
| 30               | Tirs | 21                          |                                                                                 |                  |

| 4 septembre 2016 | Grizzlys Wolfsbourg | 6-0 (1-0, 3-0, 2-0) | HC Dynamo Pardubice | Volksbank BraWo Eis Arena |

| 7 septembre 2016 | HC Dynamo Pardubice | 6-1 (1-0, 2-0, 3-1) | Grizzlys Wolfsbourg | ČEZ Arena |

| 9 septembre 2016 | Frölunda HC | 2-3 (1-2, 1-0, 0-1) | Grizzlys Wolfsbourg | Scandinavium |

## Groupe B
| Clt   | Équipe           | PJ | V | VP | D | DP | BP | BC | Diff | Pts |
| ----- | ---------------- | -- | - | -- | - | -- | -- | -- | ---- | --- |
| +001, | Djurgårdens IF   | 4  | 2 | 1  | 1 | 0  | 15 | 6  | +9   | 8   |
| +002, | HC Davos         | 4  | 2 | 1  | 1 | 0  | 10 | 10 | 0    | 8   |
| +003, | Dragons de Rouen | 4  | 0 | 0  | 2 | 2  | 6  | 15 | -9   | 2   |

- Qualifié pour les séries éliminatoires

| 19 août 2016 | HC Davos | 4-1 (1-1, 2-0, 1-0) | Dragons de Rouen | Vaillant Arena 2 812 spectateurs |

| Feuille de match                   | Feuille de match | Feuille de match    | Feuille de match           | Feuille de match |
| ---------------------------------- | --- | ------------------- | -------------------------- | ---------------- |
|                                    | M. Wieser (Lindgren, Axelsson) — 10 min 4 s (SN) - Simion (Jörg, Schneeberger) — 33 min 37 s Aeschlimann (Schneeberger, Kousal) — 37 min 49 s (SN) Simion — 57 min 12 s | 1-0 1-1 2-1 3-1 4-1 | - Coulombe — 16 min 51 s - |                  |
| Gilles Senn Joren van Pottelberghe | Gardiens | Dany Sabourin       |                            |                  |
| 6 min                              | Pénalités | 37 min              |                            |                  |
| 40                                 | Tirs | 35                  |                            |                  |

| 21 août 2016 | Djurgårdens IF | 4-0 (0-0, 1-0, 3-0) | Dragons de Rouen | Hovet 2 293 spectateurs |

| Feuille de match | Feuille de match | Feuille de match | Feuille de match | Feuille de match |
| ---------------- | --- | ---------------- | ---------------- | ---------------- |
|                  | Brodin — 39 min 59 s Possler (Vejdemo) — 41 min 47 s Brodin (Varakas, Tellqvist) — 42 min 56 s Ljungh (Lundh) — 54 min 21 s (SN) | 1-0 2-0 3-0 4-0  | -                |                  |
| Mikael Tellqvist | Gardiens | Dany Sabourin    |                  |                  |
| 31 min           | Pénalités | 31 min           |                  |                  |
| 38               | Tirs | 14               |                  |                  |

| 27 août 2016 | Djurgårdens IF | 6-0 (2-0, 3-0, 1-0) | HC Davos | Hovet 2 843 spectateurs |

| Feuille de match | Feuille de match | Feuille de match                   | Feuille de match | Feuille de match |
| ---------------- | --- | ---------------------------------- | ---------------- | ---------------- |
|                  | Tambellini (E. Johansson) — 6 min 58 s (SN) Tambellini (Ikonen, Andersson) — 12 min 14 s (2 SN) Tambellini (Ljungh, Andersson) — 24 min 50 s (2 SN) Possler — 38 min 48 s Ridderwall (Ljungh, Lundh) — 39 min 51 s Tambellini (Possler) — 45 min 40 s (SN) | 1-0 2-0 3-0 4-0 5-0 6-0            | -                |                  |
| Adam Reideborn   | Gardiens | Gilles Senn Joren van Pottelberghe |                  |                  |
| 24 min           | Pénalités | 26 min                             |                  |                  |
| 32               | Tirs | 24                                 |                  |                  |

| 2 septembre 2016 | HC Davos | 3-1 (1-0, 1-0, 1-1) | Djurgårdens IF | Vaillant Arena 3 062 spectateurs |

| Feuille de match | Feuille de match                                                                                                   | Feuille de match | Feuille de match                          | Feuille de match |
| ---------------- | --- | ---------------- | ----------------------------------------- | ---------------- |
|                  | Lindgren (M. Wieser, Axelsson) — 10 min 16 s (SN) Jörg (Simion) — 39 min 18 s - M. Wieser (Axelsson) — 58 min 17 s | 1-0 2-0 2-1 3-1  | - Ridderwall (Press) — 47 min 25 s (SN) - |                  |
| Gilles Senn      | Gardiens | Mikael Tellqvist |                                           |                  |
| 8 min            | Pénalités | 6 min            |                                           |                  |
| 31               | Tirs | 26               |                                           |                  |

| 6 septembre 2016 | Dragons de Rouen | 2-3 (pr) (0-1, 1-1, 1-0) | HC Davos | Île Lacroix |

| 10 septembre 2016 | Dragons de Rouen | 3-4 (pr) (1-2, 2-1, 0-0, 0-1) | Djurgårdens IF | Île Lacroix |

## Groupe C
| Clt   | Équipe         | PJ | V | VP | D | DP | BP | BC | Diff | Pts |
| ----- | -------------- | -- | - | -- | - | -- | -- | -- | ---- | --- |
| +001, | HC Lugano      | 4  | 2 | 1  | 1 | 0  | 11 | 9  | +2   | 8   |
| +002, | Tappara        | 4  | 2 | 0  | 2 | 0  | 7  | 9  | -2   | 6   |
| +003, | Adler Mannheim | 4  | 1 | 0  | 2 | 1  | 10 | 10 | 0    | 4   |

- Qualifié pour les séries éliminatoires

| 18 août 2016 | Adler Mannheim | 2-3 (2-0, 0-2, 0-1) | HC Lugano | SAP Arena 7 805 spectateurs |

| Feuille de match | Feuille de match                                                                 | Feuille de match    | Feuille de match | Feuille de match |
| ---------------- | -------------------------------------------------------------------------------- | ------------------- | --- | ---------------- |
|                  | Wolf (Festerling, Kolarik) — 2 min 52 s Bittner (Arendt, Raedeke) — 4 min 48 s - | 1-0 2-0 2-1 2-2 2-3 | - Zackrisson (Bürgler, Hofmann) — 29 min 43 s Gardner (Ulmer, Hofmann) — 34 min 31 s (SN) Brunner (Mårtensson, Klasen) — 49 min 54 s (SN) |                  |
| Dennis Endras    | Gardiens                                                                         | Elvis Merzļikins    | |                  |
| 8 min            | Pénalités                                                                        | 14 min              | |                  |
| 34               | Tirs                                                                             | 29                  | |                  |

| 21 août 2016 | Adler Mannheim | 4-1 (0-0, 3-0, 1-1) | Tappara | SAP Arena 6 902 spectateurs |

| Feuille de match | Feuille de match | Feuille de match    | Feuille de match                                | Feuille de match |
| ---------------- | --- | ------------------- | ----------------------------------------------- | ---------------- |
|                  | Wolf (Kolarik, Johnson) — 26 min 11 s (2 SN) Kolarik (Wolf, Richmond) — 27 min 8 s (SN) MacMurchy (M. Goc, Ullmann) — 31 min 18 s - Ullmann (MacMurchy, N. Goc) — 51 min 41 s | 1-0 2-0 3-0 3-1 4-1 | - Lajunen (Peltonen, Rantakari) — 50 min 58 s - |                  |
| Dennis Endras    | Gardiens | Teemu Lassila       |                                                 |                  |
| 62 min           | Pénalités | 56 min              |                                                 |                  |
| 30               | Tirs | 20                  |                                                 |                  |

| 23 août 2016 | HC Lugano | 1-3 (1-0, 0-1, 0-2) | Tappara | Resega 5 166 spectateurs |

| Feuille de match | Feuille de match                              | Feuille de match   | Feuille de match                                                                           | Feuille de match |
| ---------------- | --------------------------------------------- | ------------------ | ------------------------------------------------------------------------------------------ | ---------------- |
|                  | Bürgler (Klasen, Brunner) — 5 min 37 s (SN) - | 1-0 1-1 1-2 1-3    | - Nurmi (Rantakari) — 24 min 57 s Ilomäki (Nurmi) — 41 min Haapala (Peltola) — 47 min 56 s |                  |
| Daniel Manzato   | Gardiens                                      | Dominik Hrachovina |                                                                                            |                  |
| 6 min            | Pénalités                                     | 8 min              |                                                                                            |                  |
| 29               | Tirs                                          | 29                 |                                                                                            |                  |

| 27 août 2016 | Tappara | 1-3 (1-2, 0-1, 0-0) | HC Lugano | Tampereen jäähalli 3 441 spectateurs |

| Feuille de match | Feuille de match                               | Feuille de match | Feuille de match                                                                                              | Feuille de match |
| ---------------- | ---------------------------------------------- | ---------------- | --- | ---------------- |
|                  | - Kemiläinen (Saravo, Järvinen) — 8 min 29 s - | 0-1 0-2 1-2 1-3  | Bertaggia (Gardner) — 1 min 58 s Brunner (Chiesa) — 3 min 54 s - Vauclair (Zackrisson, Hofmann) — 34 min 35 s |                  |
| Teemu Lassila    | Gardiens                                       | Elvis Merzļikins | |                  |
| 2 min            | Pénalités                                      | 8 min            | |                  |
| 29               | Tirs                                           | 21               | |                  |

| 7 septembre 2016 | HC Lugano | 4-3 (pr) (0-1, 2-1, 1-1) | Adler Mannheim | Resega |

| 11 septembre 2016 | Tappara | 2-1 (2-0, 0-1, 0-0) | Adler Mannheim | Tampereen jäähalli |

## Groupe D
| Clt   | Équipe         | PJ | V | VP | D | DP | BP | BC | Diff | Pts |
| ----- | -------------- | -- | - | -- | - | -- | -- | -- | ---- | --- |
| +001, | ZSC Lions      | 4  | 3 | 1  | 0 | 0  | 11 | 3  | +8   | 11  |
| +002, | Lukko          | 4  | 1 | 0  | 2 | 1  | 9  | 9  | 0    | 4   |
| +003, | ERC Ingolstadt | 4  | 1 | 0  | 3 | 0  | 5  | 13 | -8   | 3   |

- Qualifié pour les séries éliminatoires

| 16 août 2016 | ZSC Lions | 2-0 (0-0, 1-0, 1-0) | ERC Ingolstadt | Güttingersreuti 1 500 spectateurs |

| Feuille de match | Feuille de match                                                                           | Feuille de match | Feuille de match | Feuille de match |
| ---------------- | ------------------------------------------------------------------------------------------ | ---------------- | ---------------- | ---------------- |
|                  | Schäppi (Cunti, Pestoni) — 35 min 17 s (SN) Bärtschi (Schäppi, Sjögren) — 58 min 56 s (CV) | 1-0 2-0          | -                |                  |
| Lukas Flüeler    | Gardiens                                                                                   | Timo Pielmeier   |                  |                  |
| 6 min            | Pénalités                                                                                  | 6 min            |                  |                  |
| 28               | Tirs                                                                                       | 26               |                  |                  |

| 20 août 2016 | ERC Ingolstadt | 1-4 (0-0, 1-3, 0-1) | ZSC Lions | Saturn Arena 2 355 spectateurs |

| Feuille de match | Feuille de match                                   | Feuille de match    | Feuille de match | Feuille de match |
| ---------------- | -------------------------------------------------- | ------------------- | --- | ---------------- |
|                  | Tatíček (Pohl, Ti. Pielmeier) — 25 min 58 s (SN) - | 1-0 1-1 1-2 1-3 1-4 | - Wick (Nilsson) — 30 min 21 s (SN) C. Baltisberger (Karrer, Trachsler) — 32 min 5 s Blindenbacher (Nilsson, Wick) — 38 min 16 s (2 SN) Geering (Nilsson, Wick) — 55 min 22 s |                  |
| Timo Pielmeier   | Gardiens                                           | Lukas Flüeler       | |                  |
| 22 min           | Pénalités                                          | 18 min              | |                  |
| 14               | Tirs                                               | 35                  | |                  |

| 26 août 2016 | Lukko | 2-3 (TB) (0-2, 0-0, 2-0, 0-0, 0-1) | ZSC Lions | Kivikylän Areena 3 023 spectateurs |

| Feuille de match  | Feuille de match                                                                          | Feuille de match    | Feuille de match                                                                                               | Feuille de match |
| ----------------- | ----------------------------------------------------------------------------------------- | ------------------- | --- | ---------------- |
|                   | - Saarela (Virtanen, Ahonen) — 56 min 54 s (SN) Niskala (Vahalahti, Gagnon) — 57 min 20 s | 0-1 0-2 1-2 2-2 2-3 | C. Baltisberger (Sjögren, Seger, 2) — 19 s Bärtschi (Trachsler, Marti, 10) — 58 s (IN) - Pestoni — 70 min (TB) |                  |
| Antti Karjalainen | Gardiens                                                                                  | Niklas Schlegel     | |                  |
| 6 min             | Pénalités                                                                                 | 12 min              | |                  |
| 25                | Tirs                                                                                      | 34                  | |                  |

| 3 septembre 2016 | ZSC Lions | 2-0 (0-0, 2-0, 0-0) | Lukko | Hallenstadion 4 024 spectateurs |

| Feuille de match | Feuille de match                                                               | Feuille de match | Feuille de match | Feuille de match |
| ---------------- | ------------------------------------------------------------------------------ | ---------------- | ---------------- | ---------------- |
|                  | C. Baltisberger (Blindenbacher, Cunti) — 24 min 46 s Herzog — 38 min 11 s (IN) | 1-0 2-0          | -                |                  |
| Lukas Flüeler    | Gardiens                                                                       | Kaapo Kähkönen   |                  |                  |
| 8 min            | Pénalités                                                                      | 6 min            |                  |                  |
| 37               | Tirs                                                                           | 20               |                  |                  |

| 6 septembre 2016 | ERC Ingolstadt | 1-6 (0-1, 1-1, 0-4) | Lukko | Saturn Arena |

| 10 septembre 2016 | Lukko | 1-3 (1-0, 0-3, 0-0) | ERC Ingolstadt | Kivikylän Areena |

## Groupe E
| Clt   | Équipe           | PJ | V | VP | D | DP | BP | BC | Diff | Pts |
| ----- | ---------------- | -- | - | -- | - | -- | -- | -- | ---- | --- |
| +001, | Kärpät Oulu      | 4  | 3 | 1  | 0 | 0  | 12 | 5  | +7   | 11  |
| +002, | Vítkovice Steel  | 4  | 1 | 0  | 2 | 1  | 7  | 10 | -3   | 4   |
| +003, | Krefeld Pinguine | 4  | 1 | 0  | 3 | 0  | 8  | 12 | -4   | 3   |

- Qualifié pour les séries éliminatoires

| 16 août 2016 | HC Vítkovice | 2-4 (0-1, 1-2, 1-1) | Kärpät Oulu | ČEZ Aréna 2 359 spectateurs |

| Feuille de match | Feuille de match                                                                     | Feuille de match        | Feuille de match | Feuille de match |
| ---------------- | ------------------------------------------------------------------------------------ | ----------------------- | --- | ---------------- |
|                  | - Olesz (Kovář, Baranka) — 23 min 42 s - Sloboda (Roman, Olesz) — 58 min 23 s (JS) - | 0-1 1-1 1-2 1-3 2-3 2-4 | Saarinen (Pyörälä, Heshka) — 7 min 52 s - Pyörälä (Saarinen) — 29 min 15 s Sailio (Koblížek) — 30 min 41 s - Kähkönen — 59 min 59 s (CV) |                  |
| Patrik Bartošák  | Gardiens                                                                             | Jussi Rynnäs            | |                  |
| 4 min            | Pénalités                                                                            | 4 min                   | |                  |
| 31               | Tirs                                                                                 | 22                      | |                  |

| 18 août 2016 | Krefeld Pinguine | 0-2 (0-1, 0-1, 0-0) | Kärpät Oulu | Königpalast 2 470 spectateurs |

| Feuille de match  | Feuille de match | Feuille de match | Feuille de match                                                                            | Feuille de match |
| ----------------- | ---------------- | ---------------- | ------------------------------------------------------------------------------------------- | ---------------- |
|                   | -                | 0-1 0-2          | Ruohomaa (Vartiainen, Kähkönen) — 19 min 29 s Ruohomaa (Leskinen, Mäenalanen) — 30 min 49 s |                  |
| Patrick Galbraith | Gardiens         | Sami Aittokallio |                                                                                             |                  |
| 4 min             | Pénalités        | 6 min            |                                                                                             |                  |
| 25                | Tirs             | 26               |                                                                                             |                  |

| 20 août 2016 | Krefeld Pinguine | 2-0 (0-0, 0-0, 2-0) | HC Vítkovice | Königpalast 2 152 spectateurs |

| Feuille de match  | Feuille de match                                                             | Feuille de match | Feuille de match | Feuille de match |
| ----------------- | ---------------------------------------------------------------------------- | ---------------- | ---------------- | ---------------- |
|                   | Müller (Pietta, Supis) — 53 min 19 s Umičević (Pietta, Müller) — 57 min 44 s | 1-0 2-0          | -                |                  |
| Patrick Galbraith | Gardiens                                                                     | Patrik Bartošák  |                  |                  |
| 0 min             | Pénalités                                                                    | 4 min            |                  |                  |
| 24                | Tirs                                                                         | 30               |                  |                  |

| 26 août 2016 | Kärpät Oulu | 1-0 (pr) (0-0, 0-0, 0-0, 1-0) | HC Vítkovice | Oulun Energia Areena 4 617 spectateurs |

| Feuille de match | Feuille de match                           | Feuille de match | Feuille de match | Feuille de match |
| ---------------- | ------------------------------------------ | ---------------- | ---------------- | ---------------- |
|                  | Niemelä (Lehtonen, Ruohomaa) — 62 min 57 s | 1-0              | -                |                  |
| Jussi Rynnäs     | Gardiens                                   | Daniel Dolejš    |                  |                  |
| 6 min            | Pénalités                                  | 22 min           |                  |                  |
| 23               | Tirs                                       | 31               |                  |                  |

| 7 septembre 2016 | HC Vítkovice | 5-3 (3-0, 0-1, 2-2) | Krefeld Pinguine | ČEZ Aréna |

| 10 septembre 2016 | Kärpät Oulu | 5-3 (1-1, 1-1, 3-1) | Krefeld Pinguine | Oulun Energia Areena |

## Groupe F
| Clt   | Équipe               | PJ | V | VP | D | DP | BP | BC | Diff | Pts |
| ----- | -------------------- | -- | - | -- | - | -- | -- | -- | ---- | --- |
| +001, | HC Fribourg-Gottéron | 4  | 3 | 0  | 1 | 0  | 12 | 6  | +6   | 9   |
| +002, | EHC Munich           | 4  | 3 | 0  | 1 | 0  | 14 | 7  | +7   | 9   |
| +003, | Orli Znojmo          | 4  | 0 | 0  | 4 | 0  | 6  | 19 | -13  | 0   |

- Qualifié pour les séries éliminatoires

| 20 août 2016 | HC Fribourg-Gottéron | 3-0 (1-0, 1-0, 1-0) | EHC Munich | BCF-Arena 3 848 spectateurs |

| Feuille de match | Feuille de match                                                                                              | Feuille de match | Feuille de match | Feuille de match |
| ---------------- | --- | ---------------- | ---------------- | ---------------- |
|                  | Schmutz (Chavaillaz) — 7 min 4 s Mottet (Červenka, Picard) — 30 min 44 s Červenka (Ritola) — 57 min 20 s (CV) | 1-0 2-0 3-0      | -                |                  |
| Benjamin Conz    | Gardiens | David Leggio     |                  |                  |
| 14 min           | Pénalités | 8 min            |                  |                  |
| 22               | Tirs | 32               |                  |                  |

| 23 août 2016 | Orli Znojmo | 3-4 (1-1, 1-0, 1-3) | EHC Munich | Hostan Arena 3 007 spectateurs |

| Feuille de match | Feuille de match | Feuille de match            | Feuille de match | Feuille de match |
| ---------------- | --- | --------------------------- | --- | ---------------- |
|                  | - Šulák (Pucher, Kalus) — 18 min 41 s (SN) Šulák (Lakos) — 28 min 51 s (2 SN) - Šulák (Pucher, Wronka) — 58 min 23 s (SN) | 0-1 1-1 2-1 2-2 2-3 2-4 3-4 | Aucoin — 14 min 16 s (IN) - Wolf (Quint) — 41 min 33 s (SN) Christensen (Aucoin) — 51 min 5 s Flaake (Kettemer) — 51 min 57 s - |                  |
| Marek Schwarz    | Gardiens | Danny aus den Birken        | |                  |
| 31 min           | Pénalités | 24 min                      | |                  |
| 23               | Tirs | 43                          | |                  |

| 1er septembre 2016 | HC Fribourg-Gottéron | 5-2 (2-0, 0-1, 3-1) | Orli Znojmo | BCF-Arena 2 919 spectateurs |

| Feuille de match | Feuille de match | Feuille de match            | Feuille de match                                                           | Feuille de match |
| ---------------- | --- | --------------------------- | -------------------------------------------------------------------------- | ---------------- |
|                  | Neuenschwander (Bykov, Schilt) — 7 min 20 s Neukom (Rathgeb, Ritola) — 14 min 15 s (SN) - Červenka (Schilt, Rathgeb) — 40 min 46 s - Pouliot (Mottet, Gustafsson) — 47 min 32 s Neuenschwander (Mottet) — 47 min 44 s | 1-0 2-0 2-1 3-1 3-2 4-2 5-2 | - Šulák (Kalus) — 30 min 18 s (SN) - Číp (Hughesman, Šeda) — 46 min 16 s - |                  |
| Benjamin Conz    | Gardiens | Patrik Nechvátal            |                                                                            |                  |
| 10 min           | Pénalités | 6 min                       |                                                                            |                  |
| 40               | Tirs | 36                          |                                                                            |                  |

| 4 septembre 2016 | Orli Znojmo | 1-3 (0-1, 0-0, 1-2) | HC Fribourg-Gottéron | Hostan Arena |

| 6 septembre 2016 | EHC Munich | 3-1 (1-0, 2-0, 0-1) | HC Fribourg-Gottéron | Olympia Eishalle |

| 9 septembre 2016 | EHC Munich | 7-0 (1-0, 3-0, 3-0) | Orli Znojmo | Olympia Eishalle |

## Groupe G
| Clt   | Équipe         | PJ | V | VP | D | DP | BP | BC | Diff | Pts |
| ----- | -------------- | -- | - | -- | - | -- | -- | -- | ---- | --- |
| +001, | EV Zoug        | 4  | 3 | 1  | 0 | 0  | 17 | 7  | +10  | 11  |
| +002, | HIFK           | 4  | 1 | 0  | 1 | 2  | 13 | 11 | +2   | 4   |
| +003, | Esbjerg Energy | 4  | 0 | 1  | 2 | 1  | 10 | 22 | -12  | 3   |

- Qualifié pour les séries éliminatoires

| 19 août 2016 | Esbjerg Energy | 3-8 (1-2, 1-4, 1-2) | EV Zoug | Granly Hockey Arena 1 401 spectateurs |

| Feuille de match               | Feuille de match | Feuille de match                            | Feuille de match | Feuille de match |
| ------------------------------ | --- | ------------------------------------------- | --- | ---------------- |
|                                | - Fiddler (Hjulmand) — 15 min 53 s (SN) - Nixon (Knight, Martindale) — 31 min 19 s (SN) Hjulmand (Nixon, Curran) — 47 min 44 s (2 SN) - | 0-1 0-2 1-2 1-3 1-4 1-5 1-6 2-6 3-6 3-7 3-8 | Lammer (Diem) — 9 min 33 s Diaz (McIntyre, Holden) — 11 min 56 s (SN) - Immonen (Senteler, Klingberg) — 20 min 30 s Martschini (Diaz) — 27 min 14 s (SN) Immonen (Klingberg) — 28 min 37 s Zangger (Schlumpf, Lammer) — 30 min 7 s - McIntyre (Martschini, Diaz) — 50 min 55 s (SN) Klingberg (Senteler) — 57 min 49 s |                  |
| Nicolaj Henriksen Mads Søgaard | Gardiens | Tobias Stephan                              | |                  |
| 18 min                         | Pénalités | 22 min                                      | |                  |
| 19                             | Tirs | 34                                          | |                  |

| 26 août 2016 | EV Zoug | 2-1 (1-0, 0-0, 1-1) | HIFK | Bossard Arena 3 016 spectateurs |

| Feuille de match | Feuille de match                                                                    | Feuille de match | Feuille de match                                | Feuille de match |
| ---------------- | ----------------------------------------------------------------------------------- | ---------------- | ----------------------------------------------- | ---------------- |
|                  | Martschini (Diaz, Holden) — 19 min 44 s (SN) Peter (Diem, Schlumpf) — 53 min 48 s - | 1-0 2-0 2-1      | - Taimi (Eronen, Leino) — 58 min 15 s (SN + JS) |                  |
| Tobias Stephhan  | Gardiens                                                                            | Niklas Bäckström |                                                 |                  |
| 12 min           | Pénalités                                                                           | 14 min           |                                                 |                  |
| 27               | Tirs                                                                                | 20               |                                                 |                  |

| 2 septembre 2016 | HIFK | 1-4 (0-0, 0-2, 1-2) | EV Zoug | Helsingin Jäähalli 3 842 spectateurs |

| Feuille de match | Feuille de match              | Feuille de match    | Feuille de match | Feuille de match |
| ---------------- | ----------------------------- | ------------------- | --- | ---------------- |
|                  | - Eronen — 40 min 57 s (SN) - | 0-1 0-2 1-2 1-3 1-4 | Klingberg (Grossmann) — 20 min 20 s Immonen (Klingberg) — 37 min 6 s - Martschini (Holden, Immonen) — 42 min 49 s (SN) Immonen (Klingberg) — 59 min 55 s (CV) |                  |
| Niklas Bäckström | Gardiens                      | Tobias Stephan      | |                  |
| 6 min            | Pénalités                     | 10 min              | |                  |
| 34               | Tirs                          | 35                  | |                  |

| 6 septembre 2016 | EV Zoug | 3-2 (TB) (2-1, 0-1, 0-0, 0-0, 1-0) | Esbjerg Energy | Bossard Arena |

| 9 septembre 2016 | Esbjerg Energy | 5-4 (pr) (1-2, 1-1) | HIFK | Esbjerg Skøjtehal |

| 11 septembre 2016 | HIFK | 7-0 (3-0, 2-0, 2-0) | Esbjerg Energy | Helsingin Jäähalli |

## Groupe H
| Clt   | Équipe                | PJ | V | VP | D | DP | BP | BC | Diff | Pts |
| ----- | --------------------- | -- | - | -- | - | -- | -- | -- | ---- | --- |
| +001, | TPS                   | 4  | 3 | 1  | 0 | 0  | 15 | 3  | +12  | 11  |
| +002, | HC Bílí Tygři Liberec | 4  | 1 | 1  | 1 | 1  | 8  | 9  | -1   | 6   |
| +003, | Lørenskog IK          | 4  | 0 | 0  | 3 | 1  | 5  | 16 | -11  | 1   |

- Qualifié pour les séries éliminatoires

| 21 août 2016 | HC Bílí Tygři Liberec | 4-3 (pr) (1-1, 1-1, 1-1) | Lørenskog IK | Tipsport arena |

| 24 août 2016 | TPS | 4-1 (1-0, 2-0, 1-1) | Lørenskog IK | HK-areena |

| 26 août 2016 | HC Bílí Tygři Liberec | 1-2 (TB) (0-1, 0-0, 1-0, 0-0, 0-1) | TPS | Tipsport arena |

| 2 septembre 2016 | TPS | 3-1 (2-0, 1-1, 0-0) | HC Bílí Tygři Liberec | HK-areena |

| 6 septembre 2016 | Lørenskog IK | 1-2 (0-1, 0-1, 1-0) | HC Bílí Tygři Liberec | Lørenskog Ishall |

| 9 septembre 2016 | Lørenskog IK | 0-6 (0-1, 0-4, 0-1) | TPS | Lørenskog Ishall |

## Groupe I
| Clt   | Équipe          | PJ | V | VP | D | DP | BP | BC | Diff | Pts |
| ----- | --------------- | -- | - | -- | - | -- | -- | -- | ---- | --- |
| +001, | SaiPa           | 4  | 3 | 1  | 0 | 0  | 17 | 9  | +8   | 11  |
| +002, | Eisbären Berlin | 4  | 2 | 0  | 2 | 0  | 12 | 13 | -1   | 6   |
| +003, | Luleå HF        | 4  | 0 | 0  | 3 | 1  | 7  | 14 | -7   | 1   |

- Qualifié pour les séries éliminatoires

| 19 août 2016 | Eisbären Berlin | 2-1 (0-0, 1-1, 1-0) | Luleå HF | Mercedes-Benz Arena |

| 21 août 2016 | Eisbären Berlin | 2-4 (1-1, 0-2, 1-1) | SaiPa | Mercedes-Benz Arena |

| 23 août 2016 | Luleå HF | 2-4 (0-1, 0-0, 2-3) | SaiPa | Coop Norrbotten Arena |

| 4 septembre 2016 | SaiPa | 3-2 (TB) (0-1, 0-1, 2-0, 0-0, 1-0) | Luleå HF | Kisapuisto |

| 8 septembre 2016 | Luleå HF | 2-5 (0-1, 0-3, 2-1) | Eisbären Berlin | Coop Norrbotten Arena |

| 10 septembre 2016 | SaiPa | 6-3 (0-1, 3-0, 2-2) | Eisbären Berlin | Kisapuisto |

## Groupe J
| Clt   | Équipe           | PJ | V | VP | D | DP | BP | BC | Diff | Pts |
| ----- | ---------------- | -- | - | -- | - | -- | -- | -- | ---- | --- |
| +001, | HK Nitra         | 4  | 3 | 0  | 1 | 0  | 9  | 6  | +3   | 9   |
| +002, | HC Plzeň         | 4  | 2 | 0  | 2 | 0  | 12 | 10 | +2   | 6   |
| +003, | Stavanger Oilers | 4  | 1 | 0  | 3 | 0  | 7  | 12 | -5   | 3   |

- Qualifié pour les séries éliminatoires

| 18 août 2016 | Stavanger Oilers | 2-1 (0-0, 0-0, 2-1) | HK Nitra | DNB Arena |

| 20 août 2016 | Stavanger Oilers | 0-3 (0-0, 0-2, 0-1) | HC Plzeň | DNB Arena |

| 27 août 2016 | HK Nitra | 2-1 (1-0, 0-1, 1-0) | HC Plzeň | Nitra Aréna |

| 3 septembre 2016 | HC Plzeň | 2-4 (2-0, 0-3, 0-1) | HK Nitra | ČEZ Aréna |

| 6 septembre 2016 | HK Nitra | 2-1 (1-0, 1-1, 0-0) | Stavanger Oilers | Nitra Aréna |

| 8 septembre 2016 | HC Plzeň | 6-4 (3-1, 3-2, 0-1) | Stavanger Oilers | CEZ Aréna |

## Groupe K
| Clt   | Équipe         | PJ | V | VP | D | DP | BP | BC | Diff | Pts |
| ----- | -------------- | -- | - | -- | - | -- | -- | -- | ---- | --- |
| +001, | Linköpings HC  | 4  | 4 | 0  | 0 | 0  | 16 | 5  | +11  | 12  |
| +002, | JYP Jyväskylä  | 4  | 2 | 0  | 2 | 0  | 12 | 9  | +3   | 6   |
| +003, | Rapaces de Gap | 4  | 0 | 0  | 4 | 0  | 2  | 16 | -14  | 0   |

- Qualifié pour les séries éliminatoires

| 19 août 2016 | Rapaces de Gap | 1-4 (0-1, 0-3, 1-0) | JYP Jyväskylä | Alp'Arena |

| 21 août 2016 | Rapaces de Gap | 0-2 (0-1, 0-0, 0-1) | Linköpings HC | Alp'Arena |

| 28 août 2016 | JYP Jyväskylä | 1-4 (1-1, 0-1, 0-2) | Linköpings HC | Jyväskylän jäähalli |

| 2 septembre 2016 | Linköpings HC | 4-3 (2-1, 0-1, 2-1) | JYP Jyväskylä | Saab Arena |

| 8 septembre 2016 | Linköpings HC | 6-1 (0-1, 5-0, 1-0) | Rapaces de Gap | Saab Arena |

| 10 septembre 2016 | JYP Jyväskylä | 4-0 | Rapaces de Gap | Jyväskylän jäähalli |

## Groupe L
| Clt   | Équipe            | PJ | V | VP | D | DP | BP | BC | Diff | Pts |
| ----- | ----------------- | -- | - | -- | - | -- | -- | -- | ---- | --- |
| +001, | Växjö Lakers HC   | 4  | 2 | 0  | 0 | 2  | 16 | 10 | +6   | 8   |
| +002, | HK Iounost Minsk  | 4  | 1 | 1  | 2 | 0  | 10 | 13 | -3   | 5   |
| +003, | BK Mladá Boleslav | 4  | 1 | 1  | 2 | 0  | 12 | 15 | -3   | 5   |

- Qualifié pour les séries éliminatoires

| 16 août 2016 | Iounost Minsk | 4-3 (1-1, 2-1, 1-1) | BK Mladá Boleslav | Tchyjowka-Arena |

| 18 août 2016 | Växjö Lakers HC | 7-3 (3-3, 2-0, 2-0) | BK Mladá Boleslav | Vida Arena |

| 21 août 2016 | BK Mladá Boleslav | 3-2 (TB) (1-2, 0-0, 1-0, 0-0, 1-0) | Växjö Lakers HC | Zimní Stadion |

| 23 août 2016 | Iounost Minsk | 4-3 (pr) (1-2, 2-0, 0-1, 1-0) | Växjö Lakers HC | Vida Arena |

| 6 septembre 2016 | BK Mladá Boleslav | 3-2 (1-0, 2-2, 0-0) | Iouost Minsk | Zimní Stadion |

| 9 septembre 2016 | Växjö Lakers HC | 4-0 (2-0, 0-0, 2-0) | Iounost Minsk | Vida Arena |

## Groupe M
| Clt   | Équipe    | PJ | V | VP | D | DP | BP | BC | Diff | Pts |
| ----- | --------- | -- | - | -- | - | -- | -- | -- | ---- | --- |
| +001, | CP Berne  | 4  | 4 | 0  | 0 | 0  | 17 | 5  | +12  | 12  |
| +002, | HC Košice | 4  | 1 | 0  | 3 | 0  | 10 | 15 | -5   | 3   |
| +003, | EHC Linz  | 4  | 1 | 0  | 3 | 0  | 7  | 14 | -7   | 3   |

- Qualifié pour les séries éliminatoires

| 16 août 2016 | HC Košice | 3-6 (0-1, 1-2, 2-3) | CP Berne | Steel Aréna |

| 18 août 2016 | EHC Linz | 1-3 (0-0, 0-3, 1-0) | CP Berne | Linzer Eissporthalle |

| 20 août 2016 | HC Košice | 2-3 (0-0, 2-2, 0-1) | EHC Linz | Steel Aréna |

| 23 août 2016 | EHC Linz | 3-4 (1-0, 2-1, 0-3) | HC Košice | Linzer Eissporthalle |

| 3 septembre 2016 | CP Berne | 3-1 (1-0, 0-0, 2-1) | HC Košice | PostFinance Arena |

| 6 septembre 2016 | CP Berne | 5-0 (0-0, 2-0, 3-0) | EHC Linz | PostFinance Arena |

## Groupe N
| Clt   | Équipe             | PJ | V | VP | D | DP | BP | BC | Diff | Pts |
| ----- | ------------------ | -- | - | -- | - | -- | -- | -- | ---- | --- |
| +001, | Skellefteå AIK     | 4  | 2 | 0  | 1 | 1  | 10 | 9  | +1   | 7   |
| +002, | KalPa              | 4  | 2 | 0  | 2 | 0  | 7  | 8  | -1   | 6   |
| +003, | Capitals de Vienne | 4  | 1 | 1  | 2 | 0  | 10 | 10 | 0    | 5   |

- Qualifié pour les séries éliminatoires

| 18 août 2016 | Capitals de Vienne | 3-2 (pr) (0-1, 2-0, 0-1, 1-0) | Skellefteå AIK | Albert Schultz Eishalle |

| 20 août 2016 | KalPa | 1-2 (0-0, 1-2, 0-0) | Skellefteå AIK | Kuopion jäähalli |

| 27 août 2016 | Skellefteå AIK | 4-0 (0-0, 1-0, 3-0) | KalPa | Skellefteå Kraft Arena |

| 7 septembre 2016 | Skellefteå AIK | 2-5 (0-2, 0-2, 2-1) | Capitals de Vienne | Skellefteå Kraft Arena |

| 9 septembre 2016 | KalPa | 3-1 (0-1, 0-0, 3-0) | Capitals de Vienne | Kuopion jäähalli |

| 11 septembre 2016 | Capitals de Vienne | 1-3 (0-1, 0-1, 1-1) | KalPa | Albert Schultz Eishalle |

## Groupe O
| Clt   | Équipe           | PJ | V | VP | D | DP | BP | BC | Diff | Pts |
| ----- | ---------------- | -- | - | -- | - | -- | -- | -- | ---- | --- |
| +001, | Färjestad BK     | 4  | 3 | 0  | 0 | 1  | 16 | 5  | +11  | 10  |
| +002, | HC Sparta Prague | 4  | 2 | 1  | 1 | 0  | 16 | 10 | +6   | 8   |
| +003, | KS Cracovia      | 4  | 0 | 0  | 4 | 0  | 7  | 24 | -17  | 0   |

- Qualifié pour les séries éliminatoires

| 17 août 2016 | KS Cracovie | 2-7 (0-1, 2-3, 0-3) | HC Sparta Prague | Adam « Roch » Kowalski |

| 19 août 2016 | KS Cracovie | 1-5 (1-1, 0-3, 0-1) | Färjestad BK | Adam « Roch » Kowalski |

| 21 août 2016 | HC Sparta Prague | 1-2 (1-0, 0-0, 0-2) | Färjestad BK | T-Mobile Arena |

| 26 août 2016 | HC Sparta Prague | 5-4 (2-1, 2-2, 1-1) | KS Cracovie | T-Mobile Arena |

| 4 septembre 2016 | Färjestad BK | 2-3 (pr) (0-0, 1-1, 1-1, 0-1) | HC Sparta Prague | Löfbergs Lila Arena |

| 10 septembre 2016 | Färjestad BK | 7-0 (1-0, 2-0, 4-0) | KS Cracovie | Löfbergs Lila Arena |

## Groupe P
| Clt   | Équipe                | PJ | V | VP | D | DP | BP | BC | Diff | Pts |
| ----- | --------------------- | -- | - | -- | - | -- | -- | -- | ---- | --- |
| +001, | HV71                  | 4  | 3 | 0  | 1 | 0  | 16 | 9  | +7   | 9   |
| +002, | EC Red Bull Salzbourg | 4  | 2 | 0  | 2 | 0  | 14 | 12 | +2   | 6   |
| +003, | Sheffield Steelers    | 4  | 1 | 0  | 3 | 0  | 11 | 20 | -9   | 3   |

- Qualifié pour les séries éliminatoires

| 18 août 2016 | HV71 | 5-3 (1-0, 2-2, 2-1) | Sheffield Steelers | Kinnarps Arena |

| 20 août 2016 | EC Red Bull Salzbourg | 8-1 (1-0, 3-1, 4-0) | Sheffield Steelers | Eisarena Salzbourg |

| 27 août 2016 | Sheffield Steelers | 2-5 (1-2, 0-0, 1-3) | HV71 | Sheffield Arena |

| 7 septembre 2016 | EC Red Bull Salzbourg | 2-5 (1-1, 1-2, 0-2) | HV71 | Eisarena Salzbourg |

| 9 septembre 2016 | HV71 | 1-2 (0-1, 0-0, 1-1) | EC Red Bull Salzbourg | Kinnarps Arena |

| 11 septembre 2016 | Sheffield Steelers | 5-2 (1-2, 2-0, 2-0) | EC Red Bull Salzbourg | Sheffield Arena |